# Марчано, Эрнесто
Эрнесто Марчано (итал. Ernesto Marciano; 20 октября 1869, Неаполь — 20 августа 1930, Неаполь) — итальянский музыкальный педагог.
Учился в консерватории Сан-Пьетро-а-Майелла у Винченцо Романьелло, Беньямино Чези, Паоло Серрао и Джузеппе Мартуччи. Окончив курс в 1889 году, начал концертную карьеру, однако вскоре отказался от исполнительской деятельности ради педагогической. В 1898 году вместе с Сиджизмондо Чези основал в Неаполе музыкальную школу, располагавшуюся в Галерее Умберто I, и возглавлял её до конца жизни. Среди его учеников была пианистка-вундеркинд Тина Синискальки-Филиппони.
Под редакцией Чези и Марчано были изданы Gradus ad Parnassum и двенадцать сонат Муцио Клементи (1915), вместе они составили «Фортепианную антологию для юношества» (итал. Antologia pianistica per la gioventù; 1928—1929, в 12 выпусках), включавшую обработки различного музыкального материала для фортепиано в две и четыре руки. Редактировал также выпущенные в учебных целях издания фортепианных пьес П. И. Чайковского, Йозефа Пишны и др.